# Google Wave
Google Wave var en tjänst från Google, som enligt Google kombinerade e-post, direktmeddelanden, wiki och sociala nätverk. Verktyget användes för kommunikation och samarbete i realtid över nätet. Google presenterade Wave den 28 maj 2009 på Google I/O Conference och lanserades sedan under hösten 2009. 4 augusti 2010 meddelade Google att Google Wave inte fått det antal användare de hoppats på, och att Google kommer att avveckla produkten. Delar av kodbasen bryts ut och införlivas i andra Google-projekt, och andra delar görs publika som open source-kod som andra programmerare kan ta del av.
Funktionen var att starta en så kallad våg, som kommunicerar i realtid med utvalda. Först väljs de man vill kommunicera med, sedan skriver man meddelandet. Är personerna online så ser de meddelandet direkt när det skrivs utan att det behöver skickas. Vågen lagras som ett dokument hos Google, därmed kan användare läggas till vågen efterhand vilka då får tillgång till den ursprungliga diskussionen. Personerna i vågen kan svara direkt eller ändra i en text vilket också syns i realtid. Filer bifogas genom att de dras in i "vågen" från den egna datorns skrivbord eller mapp och filerna visas direkt på övrigas skärmar.